# Emery de Gaál
Emery A. de Gaál (* 1956 in Chicago) ist ein US-amerikanischer römisch-katholischer Theologe.

## Leben
Gaál ist ungarischer Herkunft. Nach der High School studierte er Philosophie. 1982 zog er mit seinen Eltern in die Nähe von München und studierte katholische, evangelische und orthodoxe Theologie. Ab 1990 lehrte er an der University of Pittsburgh.
Nach dem Diplom in Theologie an der Universität München (Röm 3,21–31 als paulinischer Austrag des bereits als Traditionsgut vorgefundenen Rechtfertigungsgedankens) weihte ihn am 1. Juli 2000 Walter Mixa zum Priester der Diözese Eichstätt. Er war Kaplan in Berching und in der Hofkirche von Neumarkt in der Oberpfalz. Nach dem Ph.D. 2000 in systematischer Theologie an der Duquesne University lehrt er seit 2002 als Professor für Dogmatik an der University of Saint Mary of the Lake.
Er ist Mitglied der American Academy of Religion, American Benedictine Academy, Catholic Theological Society of America, Medieval Academy of America, Société Internationale des Mediévistes und der Pontificia Academia Mariana Internationalis.

## Schriften (Auswahl)
- The art of equanimity. A study on the theological hermeneutics of Saint Anselm of Canterbury. Frankfurt am Main 2002, ISBN 3-631-39811-5.
- The theology of Pope Benedict XVI. The Christocentric shift. New York 2010, ISBN 0-230-10540-8.
- O Lord, I seek your countenance. Explorations and discoveries in Pope Benedict XVI’s theology. Steubenville 2018, ISBN 1947792857.